# Девін Бовен
Девін Бовен (англ. Devin Bowen; нар. 18 травня 1972) — колишній американський тенісист.
Найвищу одиночну позицію світового рейтингу — 635 місце досяг 1996, парну — 39 місце — 2003 року.
Здобув 1 парний титул.
Найвищим досягненням на турнірах Великого шолома були чвертьфінали в парному розряді.

## Досягнення
| W | Ф | ПФ | ЧФ | #Р | КТ | К# | DNQ | A | NH |

### Парний розряд
| Турніри Великого шлему                 |     |     |     |     |     |     |     |     |     |     |        |       |     |
| Відкритий чемпіонат Австралії з тенісу |     |     |     | 1р  | 1р  | 2р  | 1р  | 3р  | 3р  | 1р  | 0 / 7  | 5–7   | 42% |
| Відкритий чемпіонат Франції з тенісу   |     |     |     | 1р  | 2р  | 1р  | 1р  | 1р  | 2р  | 1р  | 0 / 7  | 2–7   | 22% |
| Вімблдонський турнір                   |     |     |     | 1р  | 2р  | 1р  | 1р  | 1р  | 2р  | 1р  | 0 / 7  | 2–7   | 22% |
| Відкритий чемпіонат США з тенісу       |     |     |     | 2р  | 1р  | 1р  | ЧФ  | ЧФ  | 1р  |     | 0 / 6  | 7–6   | 54% |
| В-П                                    | 0–0 | 0–0 | 0–0 | 1–4 | 2–4 | 1–4 | 3–4 | 5–4 | 4–4 | 0–3 | 0 / 27 | 16–27 | 37% |
| Тур ATP Мастерс 1000                   |     |     |     |     |     |     |     |     |     |     |        |       |     |
| Indian Wells Open                      |     |     |     |     | К1р |     |     | 1р  |     | 1р  | 0 / 2  | 0–2   | 0%  |
| Відкритий чемпіонат Маямі з тенісу     |     |     |     | 3р  | 1р  | 1р  | К1р | 1р  |     |     | 0 / 4  | 2–4   | 0%  |
| Монте-Карло                            |     |     |     |     |     | 2р  | К1р |     |     |     | 0 / 1  | 1–1   | 50% |
| Гамбург                                |     |     |     |     |     | 2р  |     |     |     |     | 0 / 1  | 1–1   | 50% |
| Мастерс Канада                         | 1р  |     |     |     |     |     |     | 1р  |     |     | 0 / 2  | 0–2   | 0%  |
| Мастерс Париж                          |     |     |     |     | К1р |     |     |     |     |     | 0 / 0  | 0–0   | –   |
| В-П                                    | 0–1 | 0–0 | 0–0 | 2–1 | 0–1 | 2–3 | 0–0 | 0–3 | 0–0 | 0–1 | 0 / 10 | 4–10  | 29% |

### Мікст
| Турніри Великого шлему                 |     |     |     |     |     |     |       |     |     |
| Відкритий чемпіонат Австралії з тенісу |     |     |     |     |     |     | 0 / 0 | 0–0 | –   |
| Відкритий чемпіонат Франції з тенісу   |     | 1р  | 1р  |     |     |     | 0 / 2 | 0–2 | 0%  |
| Вімблдонський турнір                   | 2р  | 1р  | 2р  | 1р  | 1р  | 2р  | 0 / 6 | 3–6 | 33% |
| Відкритий чемпіонат США з тенісу       |     |     |     |     |     |     | 0 / 0 | 0–0 | –   |
| В-П                                    | 1–1 | 0–2 | 1–2 | 0–1 | 0–1 | 1–1 | 0 / 8 | 3–8 | 27% |

## Фінали турнірів ATP за кар'єру

### Парний розряд: 5 (1–4)
| Легенда (парний розряд)         |
| ------------------------------- |
| Великий Шлем (0–0)              |
| Фінали Світового туру ATP (0–0) |
| Серія Мастерс ATP (0–0)         |
| Серія турнірів ATP (0–0)        |
| Світова серія ATP (1–4)         |

| Фінали за покриттям |
| ------------------- |
| Тверде (0–0)        |
| Ґрунт (1–4)         |
| Трава (0–0)         |
| Килим (0–0)         |

| Фінали за типом корту |
| --------------------- |
| Відкритий (1–4)       |
| Закритий (0–0)        |

| Результат | В-П | Дата     | Турнір                | Рівень           | Покриття | Партнер           | Суперники                    | Рахунок       |
| --------- | --- | -------- | --------------------- | ---------------- | -------- | ----------------- | ---------------------------- | ------------- |
| Поразка   | 0–1 | Лис 1998 | Сантьяго, Чилі        | Світова серія    | Ґрунт    | Массімо Бертоліні | Себастьян Прієто Маріано Худ | 6–7, 7–6, 6–7 |
| Поразка   | 0–2 | Сер 1999 | Амстердам, Нідерланди | Світова серія    | Ґрунт    | Еял Ран           | Паул Гаргейс Шенг Схалкен    | 3–6, 2–6      |
| Поразка   | 0–3 | Вер 2000 | Бухарест, Румунія     | Серія Інтернешнл | Ґрунт    | Маріано Худ       | Альберто Мартін Еял Ран      | 6–7(4–7), 1–6 |
| Поразка   | 0–4 | Кві 2003 | Касабланка, Марокко   | Серія Інтернешнл | Ґрунт    | Ешлі Фішер        | Франтішек Чермак Леош Фридль | 3–6, 5–7      |
| Перемога  | 1–4 | Лип 2003 | Амерсфорт, Нідерланди | Серія Інтернешнл | Ґрунт    | Ешлі Фішер        | Андре Са Кріс Гаггард        | 6–0, 6–4      |

## Фінали ATP Челленджер і ITF Ф'ючерс

### Парний розряд: 15 (5–10)
| Легенда               |
| --------------------- |
| ATP Челленджер (5–10) |
| ITF Ф'ючерс (0–0)     |

| Фінали за покриттям |
| ------------------- |
| Тверде (1–1)        |
| Ґрунт (4–9)         |
| Трава (0–0)         |
| Килим (0–0)         |

| Результат | В-П  | Дата     | Турнір                 | Рівень     | Покриття | Партнер               | Суперники                                      | Рахунок       |
| --------- | ---- | -------- | ---------------------- | ---------- | -------- | --------------------- | ---------------------------------------------- | ------------- |
| Поразка   | 0–1  | Сер 1996 | Познань, Польща        | Челленджер | Ґрунт    | Давід Родіті          | Крістіан Бранді Філіппо Мессорі                | 3–6, 4–6      |
| Перемога  | 1–1  | Кві 1997 | Спліт, Хорватія        | Челленджер | Ґрунт    | Діну-Міхай Пескаріу   | Давід Родіті Трей Філліпс                      | 7–6, 6–3      |
| Поразка   | 1–2  | Кві 1997 | Прага, Чехія           | Челленджер | Ґрунт    | Туомас Кетола         | Магеш Бгупаті Леандер Паес                     | 4–6, 0–6      |
| Поразка   | 1–3  | Тра 1997 | Братислава, Словаччина | Челленджер | Ґрунт    | Хуан-Мануль Бальсельс | Джаред Палмер Хрісто ван Ренсбург              | 6–4, 3–6, 5–7 |
| Поразка   | 1–4  | Жов 1997 | Майорка, Іспанія       | Челленджер | Ґрунт    | Тамер Ель-Саві        | Массімо Ардінгі Гійом Маркс                    | 3–6, 2–6      |
| Перемога  | 2–4  | Кві 1998 | Неаполь, Італія        | Челленджер | Ґрунт    | Массімо Бертоліні     | Тамер Ель-Саві Габор Кевеш                     | 7–6, 6–2      |
| Перемога  | 3–4  | Кві 1998 | Ніцца, Франція         | Челленджер | Ґрунт    | Маріано Худ           | Маріано Пуерта Андре Са                        | 7–5, 3–6, 6–4 |
| Поразка   | 3–5  | Чер 1999 | Простейов, Чехія       | Челленджер | Ґрунт    | Еял Ран               | Ерік Тайно Діну Пескаріу                       | 3–6, 3–6      |
| Поразка   | 3–6  | Чер 2000 | Фюрт, Німеччина        | Челленджер | Ґрунт    | Брендон Коуп          | Едуардо Ніколас Espin Херман Пуентес Альканьїс | 4–6, 2–6      |
| Поразка   | 3–7  | Гру 2000 | Сан-Хосе (Коста-Рика)  | Челленджер | Тверде   | Брендон Коуп          | Адріан Гарсія Гільєрмо Каньяс                  | 6–7(5–7), 1–6 |
| Поразка   | 3–8  | Чер 2001 | Простейов, Чехія       | Челленджер | Ґрунт    | Маріано Худ           | Андреа Гауденці Сандер Гройн                   | 6–7(6–8), 4–6 |
| Поразка   | 3–9  | Сер 2001 | Сан-Марино, Сан-Марино | Челленджер | Ґрунт    | Александар Кітінов    | Франтішек Чермак Давід Шкох                    | 5–7, 4–6      |
| Поразка   | 3–10 | Кві 2002 | Туніс (місто), Туніс   | Челленджер | Ґрунт    | Ешлі Фішер            | Алекс Лопес Морон Андрес Шнейтер               | 4–6, 6–7(6–8) |
| Перемога  | 4–10 | Лис 2003 | Вако (Техас), США      | Челленджер | Тверде   | Ешлі Фішер            | КДж Гіппенстіл Раян Гавіленд                   | 6–4, 7–6(7–4) |
| Перемога  | 5–10 | Тра 2004 | Кошиці, Словаччина     | Челленджер | Ґрунт    | Петер Лучак           | Ян Герних Петр Кралерт                         | 6–2, 7–6(8–6) |